# سیرلز، مینه‌سوتا
سیرلز (به انگلیسی: Searles) یک منطقهٔ مسکونی در ایالات متحده آمریکا است که در شهرستان براون، مینه‌سوتا واقع شده‌است. سیرلز ۱۷۱ نفر جمعیت دارد و ۳۰۳٫۸۹ متر بالاتر از سطح دریا واقع شده‌است.